# Upplands runinskrifter 862
Upplands runinskrifter 862 är en runsten i Säva, Balingsta socken, Uppsala kommun i Uppland.

## Runstenen
Runstenen U 862 står i byn Säva, längs vägen mot Balingsta kyrka. Stenen är ungefär 1,3 meter hög och 1,9 bred vid basen, med en tjocklek på 3 decimeter. Runornas höjd är cirka 7-9 cm.
Den består av röd-grå granit. Bitar av stenen saknas upptill vid mitten och mot vänstra kanten. Ristningsytan är skadad upptill och på högra sidan, där skivor av ytan antingen har slagits av eller brutits loss av frost. Nedtill till höger har en del av stenen förstörts av det sprängskott som placerats där (se nedan). I övrigt är ristningen djup, välhuggen och väl bevarad.
U 862 ristades troligen av Visäte. Både ornamentik och inskrift anses karakteristiska för honom. Även om ristningen är skadad kan man anta att den är signerad av Visäte på samma sätt som på ristningarna U 74 och U 669, nämligen uisti.

## Inskriften
Translitterering av runraden:
askeiʀ + auk + kiarþar × lata ' reis- ' þinsa ' (s)-(e)-(n) ' -(f)-iʀ ' bo(r)(o)þur ' sin · forsihl ' han uas ' arfi ' kuþbiona- ...sti ' risi
Normalisering till fornvästnordiska:
Asgæiʀʀ ok Gærðarr lata ræis[a] þennsa s[t]æ[i]n [æ]f[t]iʀ broður sinn Forseal. Hann vas arfi Guðbiorna[ʀ]. [Vi]seti risti.
Översättning till nusvenska:
Åsger och Gärdar låta resa denna sten efter sin broder Forseal. Han var Gudbjörns arvinge. Visäte ristade.

## Historia
U 862 påträffades under jordbruksarbete 1944, alldeles intill landsvägen mellan Uppsala och Örsundsbro. Eftersom stenen var i vägen för arbetet så sprängdes den i mindre delar för att kunna flyttas. På grund av att ristningen låg nedåt så uppmärksammades inte ristningen förrän efter sprängningen, som delade stenen i åtta mindre delar. Fyndet anmäldes till Riksantikvarieämbetet som genom en undersökning av Sven B.F. Jansson kunde konstatera att fyndplatsen med största sannolikhet var den ursprungliga. Stenen lagades och restes på nuvarande plats, ungefär 350 meter längre åt sydväst.
Det är troligt att stenen varit rest längst kungsvägen vid bron över Sävaån.